# Аргининосукцинат-синтетаза
Аргининосукцинат-синтетаза (англ. Argininosuccinate synthase, сокр. ASS) — фермент (КФ 6.3.4.5), из семейства N-C лигаз (класс синтетазы), катализирующий реакцию синтеза аргининосукцината путём присоединения (конденсации) молекул аспартата и цитруллина, с использованием энергии гидролиза макроэргических связей молекул ATP. Схема реакции:
 +  + ATP →  + AMP + PPi
Аргининосукцинат-синтетаза является одним из важнейших ферментов в цикле мочевины, а также катализирует и одну из реакций цикла цитруллин-NO. У человека аргининосукцинат-синтетаза кодируется геном ASS, который локализован на длинном плече (q-плече ) 9-й хромосомы.
Длина полипептидной цепи белка составляет 412 аминокислот, а молекулярная масса — 46530 Да.

## Экспрессия гена
Длина экспрессируемого гена ASS составляет не менее 65 кб, включая не менее 12 интронов. У человека ASS экспрессируется в основном в клетках печени и почек.

## Структура

### Четвертичная структура
Аргининосукцинат-синтетаза представляет собой гомотетрамер, каждая субъединица которого состоит из 412 аминокислотных остатков. Интерфейсы между субъединицами содержат ряд солевых мостиков и водородных связей, а С-концевая часть каждой субъединицы участвует в олигомеризации, взаимодействуя с С-концами и нуклеотидсвязывающими доменами других субъединиц.

### Активный сайт
Рентгеновские кристаллические структуры были получены для аргининосукцинат-синтетазы из Thermus thermophilus, E. coli, Thermotoga maritime и Homo sapiens. В ASS из T. thermophilus, E. coli и H. sapiens цитруллин и аспартат плотно связаны в активном сайте за сч`т взаимодействия с остатками серина и аргинина; взаимодействие субстратов с другими остатками в активном сайте зависит от вида. В T. thermophilus уреидогруппа цитруллина, по-видимому, переставляется во время нуклеофильной атаки, чтобы достичь достаточной близости к α-фосфату молекулы ATP. В E. coli предполагается, что связывание  ATP вызывает конформационный сдвиг, который объединяет нуклеотид-связывающий домен и домен синтетазы. Структура аргининосукцинат-синтетазы со связанным ATP в активном сайте не была получена, хотя моделирование показывает, что расстояние между ATP и уреидогруппой цитруллина в аргининосукцинат-синтетазе человека меньше, чем в E. coli, поэтому вероятно, что для катализа необходимо гораздо меньшее конформационное изменение. Домен связывания ATP в аргининосукцинат-синтетазе похож на домен других ATP-пирофосфатаз N-типа.

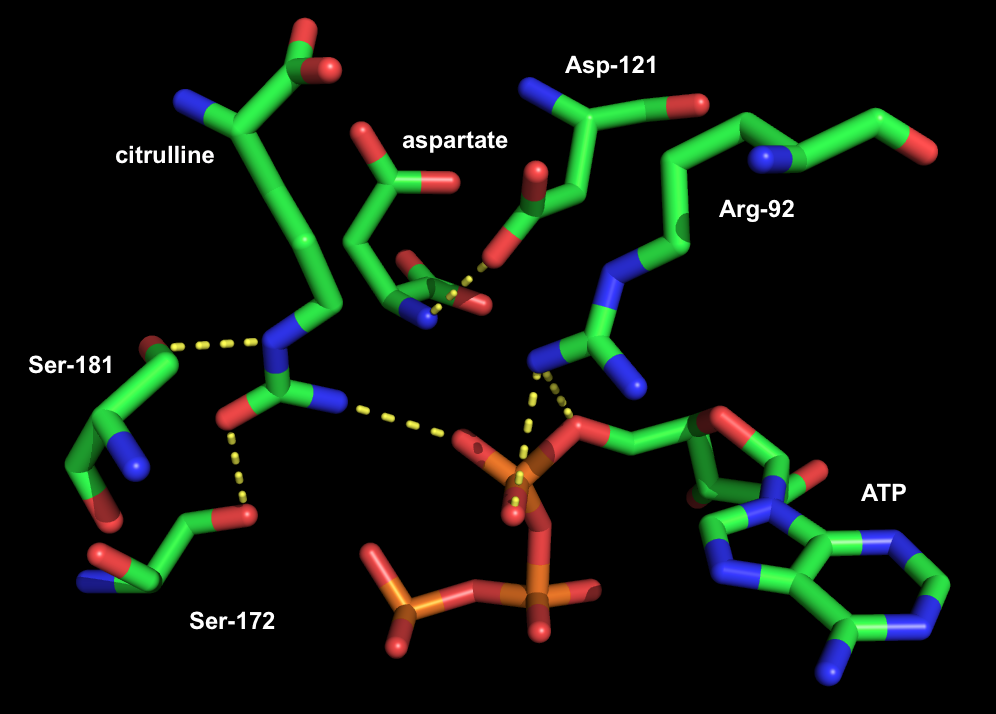
Активный сайт аргининосукцинат-синтетазы показан на примере связанного цитруллина, ATP и аспартата, взаимодействующего с некоторыми остатками активного сайта. Смоделировано с помощью PyMol из PDB 1J1Z.

## Механизм катализа
На первом этапе катализируемой реакции цитруллин атакует α-фосфат ATP с образованием аденилата цитруллина, реактивного промежуточного продукта. Присоединение AMP к уреидо (мочевиноподобной) группе цитруллина активирует карбонильный центр для последующей нуклеофильной атаки. Эта активация облегчает второй этап, на котором α-аминогруппа аспартата атакует уреидогруппу. Атака аспартата является лимитирующим этапом реакции. На этом этапе образуются свободный AMP и L-аргининосукцинат.
Термодинамически аденилирование уреидо-группы цитруллина более благоприятно, чем аналогичное фосфорилирование. Кроме того, при атаке цитруллина на α-фосфат ATP образуется эквивалент пирофосфата, который может быть гидролизован в термодинамически выгодной реакции, чтобы обеспечить дополнительную энергию для аденилирования.

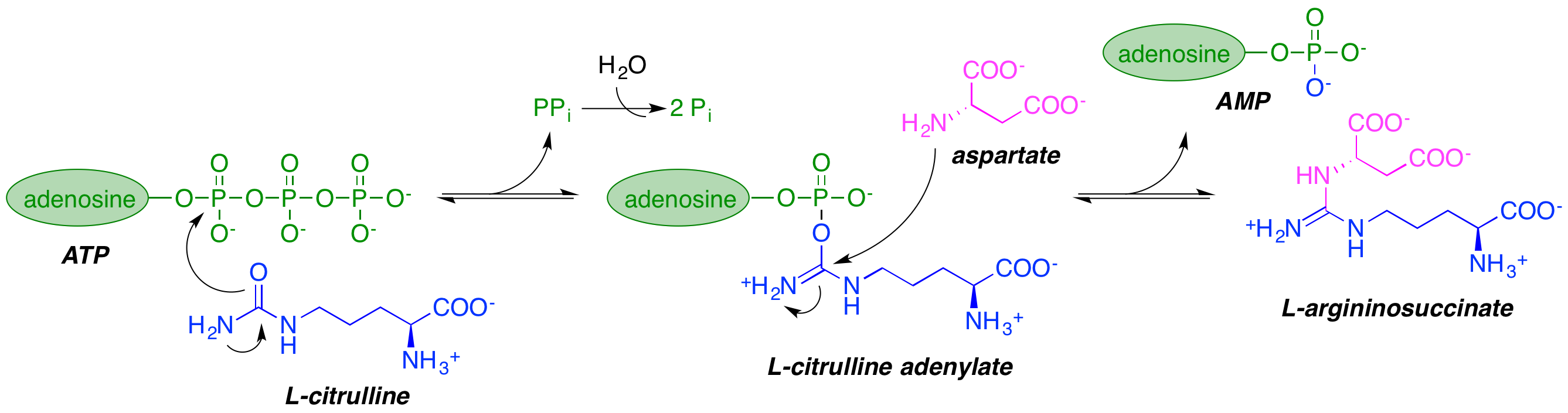
Реакция, катализируемая аргининосукцинат-синтетазой. Адаптировано из Goto et al. 2003.

## Выполняемые функции
Аргининосукцинат-синтетаза участвует в синтезе креатина, полиаминов, аргинина, мочевины и оксида азота (NO).

### Синтез аргинина
Превращение цитруллина в аргининосукцинат является лимитирующим этапом синтеза аргинина. Деятельность аргининосукцинат-синтетазы в синтезе аргинина, являющуюся часть цикла мочевины, происходит в основном на внешней митохондриальной мембране перипортальных клеток печени, и с небольшой активностью в кортикальных клетках почек. Генетические дефекты, которые вызывают неправильную локализацию аргининосукцинат-синтетазы на внешней митохондриальной мембране, вызывают цитруллинемию II типа.
У плодов и младенцев аргинин также вырабатывается посредством активности аргининосукцинат-синтетазы в клетках кишечника, предположительно для восполнения низкого уровня аргинина, содержащегося в материнском молоке. Экспрессия аргининосукцинат-синтетазы в кишечнике прекращается после двух-трёх лет жизни.
Считается, что регуляция активности аргининосукцинат-синтетазы в синтезе аргинина происходит в основном на транскрипционном уровне в ответ на глюкокортикоиды, cAMP, глюкагон и инсулин. Также in vitro было показано, что аргинин снижает экспрессию аргининосукцинат-синтетазы, а цитруллин повышает её.

### Цикл цитруллин-NO
Фермент эндотелиальная синтаза оксида азота синтезирует оксид азота (NO) из аргинина в эндотелиальных клетках. Аргининосукцинат-синтетаза и аргининосукцинат-лиаза перерабатывают цитруллин, побочный продукт синтеза оксида азота, в аргинин. Поскольку оксид азота является важной сигнальной молекулой, данная роль ASS важна для физиологии сосудов. В этой роли активность аргининосукцинат-синтетазы в значительной степени регулируется воспалительными клеточными сигнальными молекулами, такими как цитокины.
В эндотелиальных клетках было показано, что экспрессия ASS увеличивается под действием ламинарного сдвигового напряжения, вызванного пульсацией кровотока. Появившиеся данные свидетельствуют о том, что ASS также может регулироваться фосфорилированием остатка Ser-328 протеинкиназой C-α и нитрозилированием остатка Cys-132 синтазой оксида азота.

## Роль в заболеваниях

### Цитруллинемия
Цитруллинемия — наследственное аутосомно-рецессивное заболевание. В гене ASS идентифицировано не менее 50 мутаций, вызывающих цитруллинемию I типа. Большинство этих мутаций заменяют одну аминокислоту другой в аргининосукцинат-синтетазе. Эти мутации, вероятно, влияют на структуру фермента и его способность связываться с цитруллином, аспартатом и другими молекулами. Несколько мутаций приводят к выработке аномально короткого фермента, который не может эффективно играть свою роль в цикле мочевины.
Дефекты аргининосукцинат-синтетазы нарушают третью реакцию цикла мочевины, не позволяя печени перерабатывать избыток азота в мочевину. В результате азот (в форме аммиака) и другие побочные продукты цикла мочевины (например, цитруллин) накапливаются в кровотоке. Аммиак токсичен, особенно для нервной системы. Накопление аммиака в течение первых нескольких дней жизни приводит к плохому питанию, рвоте, судорогам и другим признакам и симптомам цитруллинемии I типа.
Лечение этого дефекта включает диету с низким содержанием белка и пищевые добавки с аргинином и фенилацетатом. Аргинин позволяет завершить цикл мочевины, создавая субстраты, необходимые для первоначального связывания аммиака. Это снизит pH крови. Кроме того, фенилацетат реагирует с резервным глутамином, в результате чего образуется фенилацетоглутамин, который может выводиться почками.

### Злокачественные опухоли
Отсутствие экспрессии аргининосукцинат-синтетазы наблюдается в нескольких типах раковых клеток, включая рак поджелудочной железы, рак печени, и меланому. Например, дефекты ASS наблюдаются в 87 % случаев рака поджелудочной железы. Поэтому раковые клетки не могут синтезировать достаточное количество аргинина для клеточных процессов и вынуждены полагаться на аргинин, поступающий с пищей. Было показано, что истощение запасов аргинина в плазме крови с помощью аргининдеиминазы приводит к регрессии опухолей у мышей.